# Жовтанецкая сельская община
Жовтанецкая сельская общи́на (укр. Жовтанецька сільська громада) — территориальная община во Львовском районе Львовской области Украины.
Административный центр — село Жовтанцы.
Население составляет 10 159 человек. Площадь — 151,7 км².

## Населённые пункты
В состав общины входит 14 сёл:
- Великое Колодно
- Выров
- Вислобоки
- Выхопни
- Горпин
- Грабовец
- Жовтанцы
- Колоденцы
- Новый Став
- Печихвосты
- Ременов
- Ставники
- Честыни
- Якимов